# Giao dịch tình yêu
Leh Ratree (tên tiếng Thái: เล่ห์รตี, tên tiếng Việt: Hôn nhân giả / Giao dịch tình yêu / Người vợ bất đắc dĩ (tên tiếng Việt bản 2004)) là bộ phim truyền hình Thái Lan. Bộ phim phát sóng vào năm 2004 trên đài Channel 5 (CH5) Hãng Exact tiếp tục làm phiên bản mới 2015 và chiếu trên kênh OneHD, phiên bản này giúp bệ phóng của cặp đôi chính Sean Jindachot và Esther Supreeleela lên hàng ngôi sao, và bộ phim đạt tỉ lệ xem đài rất cao trên năm 2015.  Phim được phát sóng tại Việt Nam trên kênh Let's Viet (phiên bản 2004) và Giải trí TV - VTVCab 1 (phiên bản 2015). Trên trang trực tuyến Zing TV, bộ phim đạt 7,3 triệu lượt xem tại Việt Nam.

## Nội dung
Phim xoay quanh về cuộc đời của Kate bỗng trở nên u tối khi bố của cô, Pattapon, đã đánh cắp công quỹ của công ty Marisa với số tiền lên đến 32 triệu Baht. Pattapon biết rằng thứ mà Marisa muốn nhất là một người thừa kế cho dòng họ Suttagarn, vì thế ông đã quyết định gán nợ Kate cho Sake với điều kiện nếu Kate có thể hạ sinh một đứa cháu trai nối dõi dòng họ, thì món nợ của ông ta sẽ được xoá sạch. Cả hai người Marisa và Pakinee (em gái Sake) chấp nhận vụ giao dịch này bởi vì họ muốn dùng Kate như một con cờ để chống đối với Idsaya, vợ cũ của Sake. Nhưng Sake lại hiểu lầm rằng Kate vì sẵn lòng sinh người thừa kế cho dòng họ Suttagarn mà trở thành người phụ nữ của anh, nên đó cũng là lý do anh có thái độ thù ghét với Kate.
Nỗi đau được gây ra bởi món nợ ấy đâu chỉ ảnh hưởng tới gia đình Kate thôi, mà còn ảnh hưởng rất nhiều tới Satayu – Pu, chàng kiến trúc sư nóng nảy nhưng lại là người yêu Kate với tất cả tấm chân tình, cả hai từng là "thanh mai trúc mã". Pu đã đau khổ biết bao khi biết được Kate phải sinh con cho Sake. Nhưng vì lòng biết ơn, nên Kate đã bước chân vào dòng họ Suttagarn để trả nợ cho bố. Cô liên tục bị Sake bắt nạt vì anh sợ bản thân sẽ yêu thêm một lần nữa, một lần bị người vợ lừa dối đã làm anh trở nên căm ghét tình yêu. Nhưng với trái tim ấm áp và lương thiện của mình, Kate đã làm cho mọi người trong gia đình Suttagarn chấp nhận cô, và càng yêu quý cô hơn, bao gồm cả Sake. Còn Satayu, anh bắt đầu phải lòng Pakinee. Nhưng rồi Kate và Sake gặp phải rắc rối với Idsaya và tay sai của cô ta, làm sao họ có thể yên lành đến được bến bờ hạnh phúc.

## Nhân vật chính
- Kate Pattarin / Kate: là cô sinh viên, người mẫu nghiệp dư xinh đẹp, thông minh. Cô hồn nhiên, ngây thơ và có tính nói rất nhiều. Sự chân thành, biết quan tâm tới người khác của Kate không chỉ dần dần chinh phục Sake, mà còn lấy lòng được tất cả mọi người trong gia đình anh.
- Sake Suttagarn / Sake: là giám đốc tài giỏi của một tập đoàn giàu có. Anh nổi tiếng khó chịu, cộc tính và vô cùng nghiêm khắc trong công việc. Hết lòng yêu thương vợ nhưng lại bị cô lừa dối khiến anh bị tổn thương nặng nề. Chỉ đến khi tiếp xúc với Kate, cả hai ban đầu có mối "oan gia ngõ hẹp", cả hai phải diễn để đối phó vợ cũ nhưng thời gian trôi qua, anh thực sự yêu Kate thật lòng và lấy lại niềm tin vào cuộc sống.
- Satayu / Pu: là chàng kiến trúc sư tài năng, thẳng thắn, bạn thanh mai trúc mã của Kate. Từ nhỏ đến lớn, Pu lúc nào cũng quan tâm chăm sóc, bảo vệ Kate. Khi biết cô phải gánh nợ cho cha, anh vô cùng đau khổ và cố gắng làm việc hết sức giúp Kate nhanh chóng trả hết nợ.
- Pakinee Suttagarm / Pa: là em gái Sake, dù là tiểu thư quyền quý giàu có nhưng cô không xấu tính mà ngược lại rất tốt bụng. Ban đầu, cô và Pu ghét nhau ra mặt, thường xuyên cãi nhau. Nhưng dần dần, Pa lại có tình cảm với Pu lúc nào không biết.
- Itsala / Itt: là vợ cũ của Sake, cô gái tham vọng và nhiều toan tính. Dù đã ly thân nhưng vì tài sản kếch xù, cô vẫn dùng mọi mưu kế để níu kéo trái tim Sake.

## Diễn viên
| Phiên bản                       | Năm 2004                          | Năm 2015                      |
| ------------------------------- | --------------------------------- | ----------------------------- |
| Đài                             | Ch5                               | OneHD                         |
| Phát sóng                       | 17/04 - 04/07                     | 05/03 - 16/04 (thứ 4 & thứ 5) |
| Tập                             | 23 (40')                          | 12 (1:10')                    |
| Sake Suttagarn / Sake           | Ratthasart Korrasud               | Sean Jindachot                |
| Kate Pattarin / Kate            | Alicha Laisuthruklai              | Esther Supreeleela            |
| Satayu / Pu                     | Nawat Kulrattanarak               | Jespipat Tilapornputt         |
| Pakinee Suttagarm / Pa          | Kalaya Jirachaisakdecha           | Keerati Mahapreukpong         |
| Itsala / Itt                    | Pakjira Wanasut                   | Pitchaya Chaowalit            |
| Marisa Suttagarn (mẹ Sake - Pa) | Pissamai Wilaisak                 | Jarunee Suksawat              |
| Pattapon Pattarin (bố Kate)     | Sorapong Chatree                  | Pollawat Manuprasert          |
| Nanthini / Nun                  | Kanjana Jindawat                  | Pimpan Chalaikupp             |
| Karuna (mẹ Pu)                  | Tassawan Seneewongse Na Ayutthaya | Apasiri Nitibhon              |
| Peat                            | ธีรภัทร แก้วเกษ                      | Chawin Likitjareonpong        |
| Pat                             | Chompunoot Piyapane               | Anchasa Mongkhonsamai         |
| Aphon                           | Seeda Puapimon                    | Prima Ratchata                |
| A                               | จอย ชวนชื่น                         | Arisara Wongchalee            |
| Pee                             | ศานตมล ปิ่นนัย                       | Chawin Likitcharoenpong       |
| Chatee                          | อลงกรณ์ สิมะกำธรณ์                   | Ronnawee Sereerat             |
| Ad                              | Tin Settachoke                    | Supoj Janjareon               |
| Nut                             |                                   | Ratchanont Suprakob           |
| Kate (nhỏ)                      |                                   | Jirada Moran                  |

## Ca khúc nhạc phim
- ยืนยัน / Yuen Yarn - Ratthasart Korrasud (2004)
- ไม่ใช่ดอกไม้ริมทาง / Mai Chai Dork Mai Rim Tarng - Pannida Sethabutra (2004)
- ก่อนจะรักไปกว่านี้ / Gorn Ja Ruk Pbai Gwa Nee - Dew Arunpong (2015)